# Шотландська жіноча гімалайська експедиція

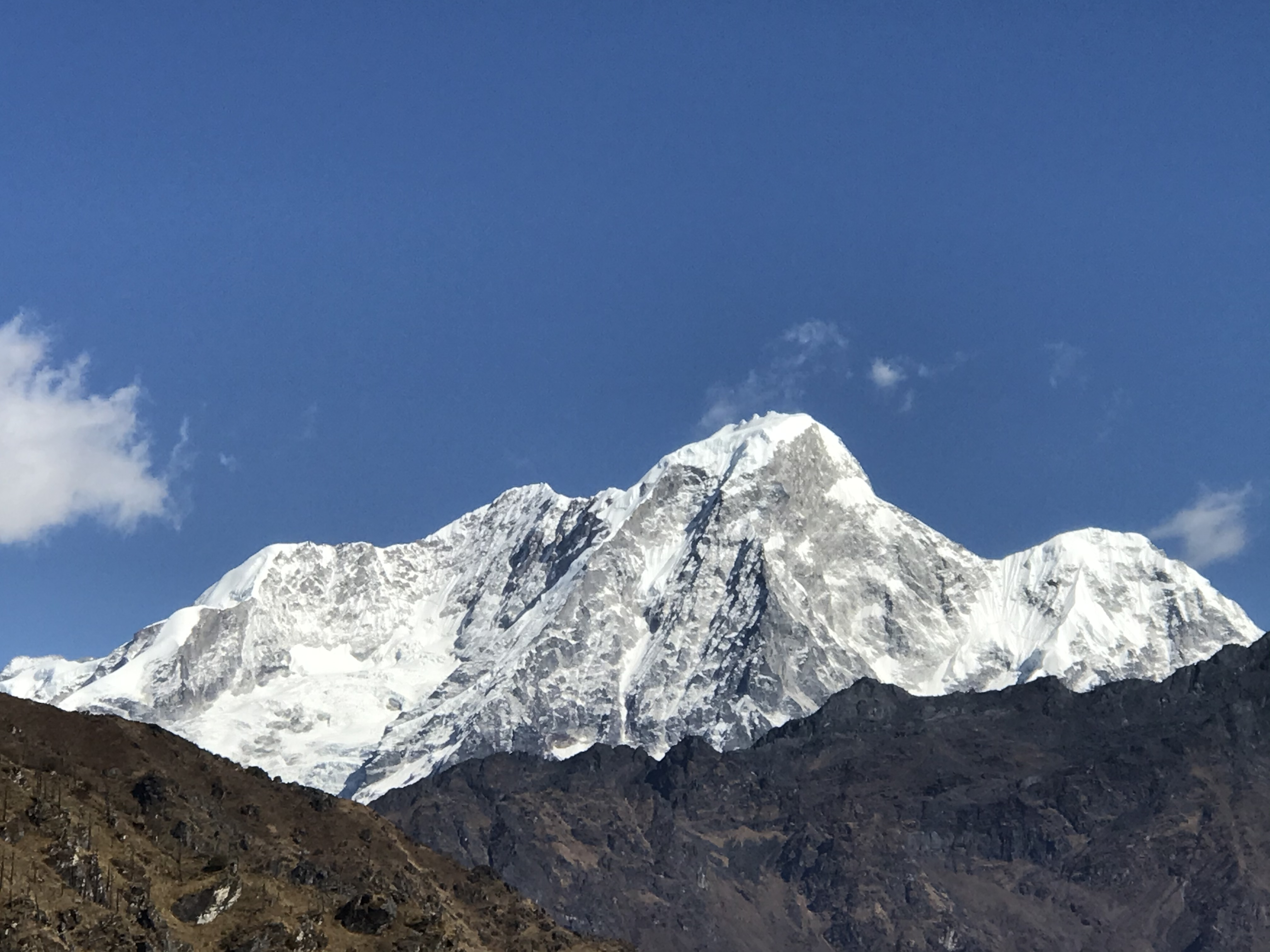
Гора Пхурбі Чх'ячу на хребті Джугал-Гімал

Шотландська жіноча гімалайська експедиція — це експедиція 1955 року до хребта Джугал Гімал, організована шотландськими альпіністками Монікою Джексон, Бетті Старк та Евелін Макнікол. Ця експедиція визнана першою повністю жіночою альпіністською експедицією до Гімалаїв. У той час, перебуваючи там, Джексон і Старк разом із шерпами Мінгмою Г'ялгеном та Ангом Тембою здійснили перше сходження на тоді ще безіменну вершину, сьогодні відому як пік Г'ялген (6151 м).

## Передісторія
У 1954 році Моніка Джексон поділилася своїм досвідом скелелазіння в Гімалаях з філією Шотландського жіночого скелелазного клубу в Глазго. Після її виступу присутні Бетті Старк та Евелін Макнікол обговорили з нею можливість повністю жіночої скелелазної експедиції до Гімалаїв. Плани експедиції стрімко просунулися, щойно тріо вирішило здійснити експедицію до малодослідженого Джугал-Гімала. Групі було надано дозвіл на подорож та скелелазіння, що дозволило прибути до Непалу. Плани щодо експедиції були складені навесні 1955 року.

## Сходження
Група відмовилася обрати лідера та намагалася приховати від преси свою експедицію, але чутка про неї швидко поширилася, коли група 10 квітня досягла Катманду, де вони набрали команду альпіністів-шерпів та носіїв для своєї подорожі до Джугал Гімалу. Коли команду було сформовано, кількатижневий похід розпочався у селі Темпатханг, де. Перетнувши Пурбі Чьячу та ретельно обслідувавши цей льодовик, група почала підшукувати підгожу вершину для сходження.
Обравши тоді ще безіменну гору з пологим куполом на вершині, Моніка Джексон, Бетті Старк та шерпи Мінгма Г'ялген і Анг Темба одягли кішки та розпочали сходження. Евелін Макнікол не стала намагатися здійснити сходження, оскільки захворіла на гірську хворобу.
Група досягла вершини гори висотою 6151 м 11 травня 1955 року. Джексон і Старк назвали вершину Піком Г'ялген на честь свого головного шерпи Мінгми Г'ялгена.

## Після мандрівки
Тріо альпіністок повернулося до Шотландії 1 червня 1955 року. Ця подорож, визнана першою повністю жіночою альпіністською експедицією до Гімалаїв, привернула значну увагу преси. Моніка Джексон сказала тоді:
|  | Я думаю, що ми, як і більшість альпіністів, які відправляються в Гімалаї, вирушили туди на своєрідне паломництвоОригінальний текст (англ.) I think that we, in common with most mountaineers who go to climb in the Himalaya, went there on a sort of pilgrimage |

.
Джексон і Старк після повернення описали історію їхньої експедиції у книзі «Намети у хмарах» (англ. Tents in the Clouds ISBN 978-1580050333, опубліковану в 1957 році.
Сьогодні вершина, яку підкорилася команда, відома як Пік Г'ялзен (Gyalzen Peak) або Леонпо-Ганг-Іст (Leonpo Gang East).
У 2024 році команда шотландських жінок на чолі з Еммою Голгейт зійшли на Джугал-Гімал, щоб пройти слідами Шотландської жіночої гімалайської експедиції, майже через 70 років після її подвигу.
Пізніше Голгейт зрежисувала та продюсувала гірський фільм про їхню подорож під назвою «Сліди» (англ. Footsteps.